# Gunhild Almén
Gunhild Friesia Almén, född 21 augusti 1882 i Uppsala, död 1954, var en svensk pedagog. Hon var dotter till August Almén och sondotter till Elias Fries samt syster till Tore Almén och Ina Almén.
Almén var lärare vid Brummerska skolan och skolans rektor 1929–1934. Hon innehade flera sociala uppdrag och medverkade vid utarbetadet av 1924 års lag om samhällets barnavård och som  sakkunnig i 1924 års utredning om frågor rörande privatläroverk. Gunhild Almén är begravd på Uppsala gamla kyrkogård.